# Vöslauer

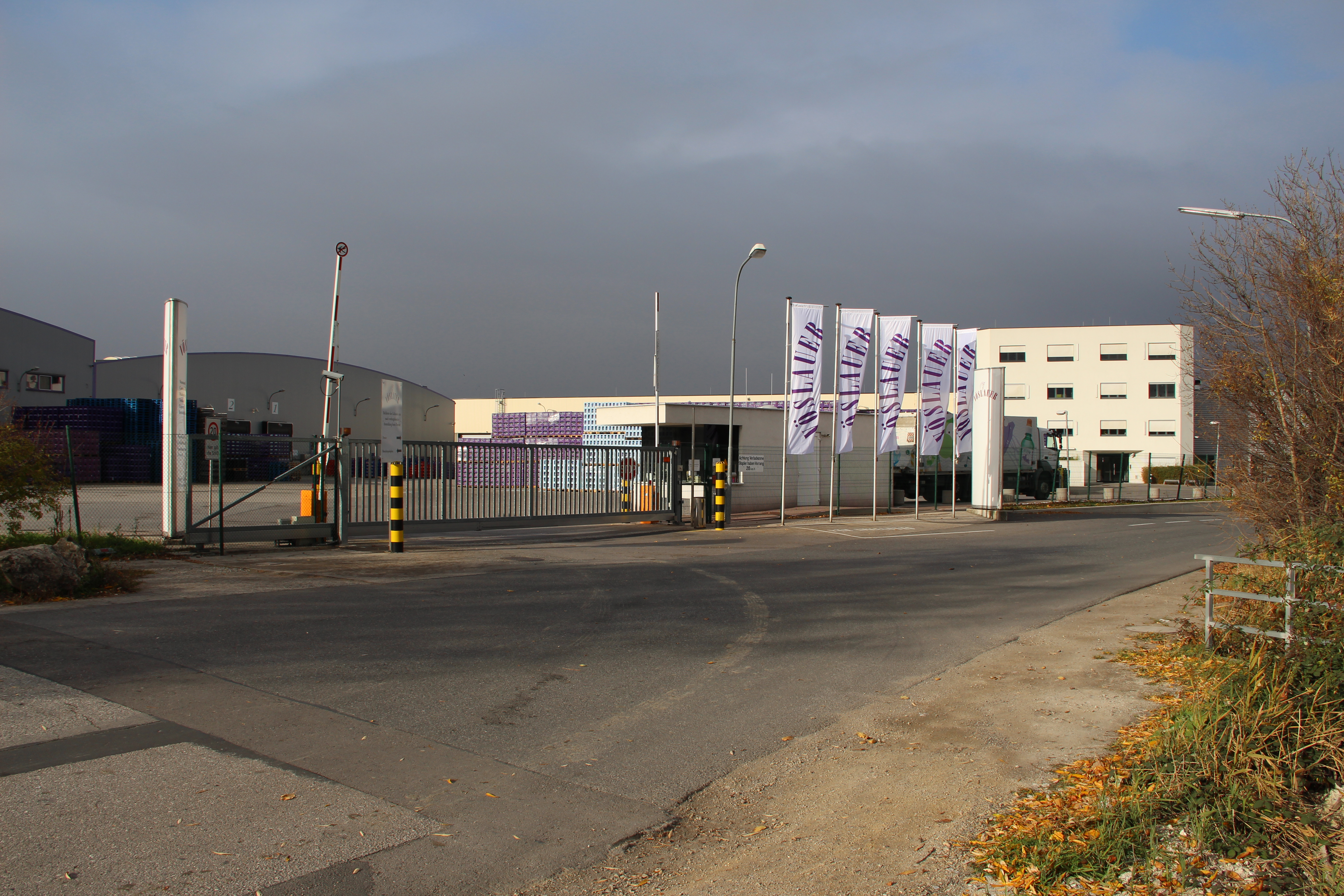
Zentrale der Vöslauer Mineralwasser GmbH in Bad Vöslau

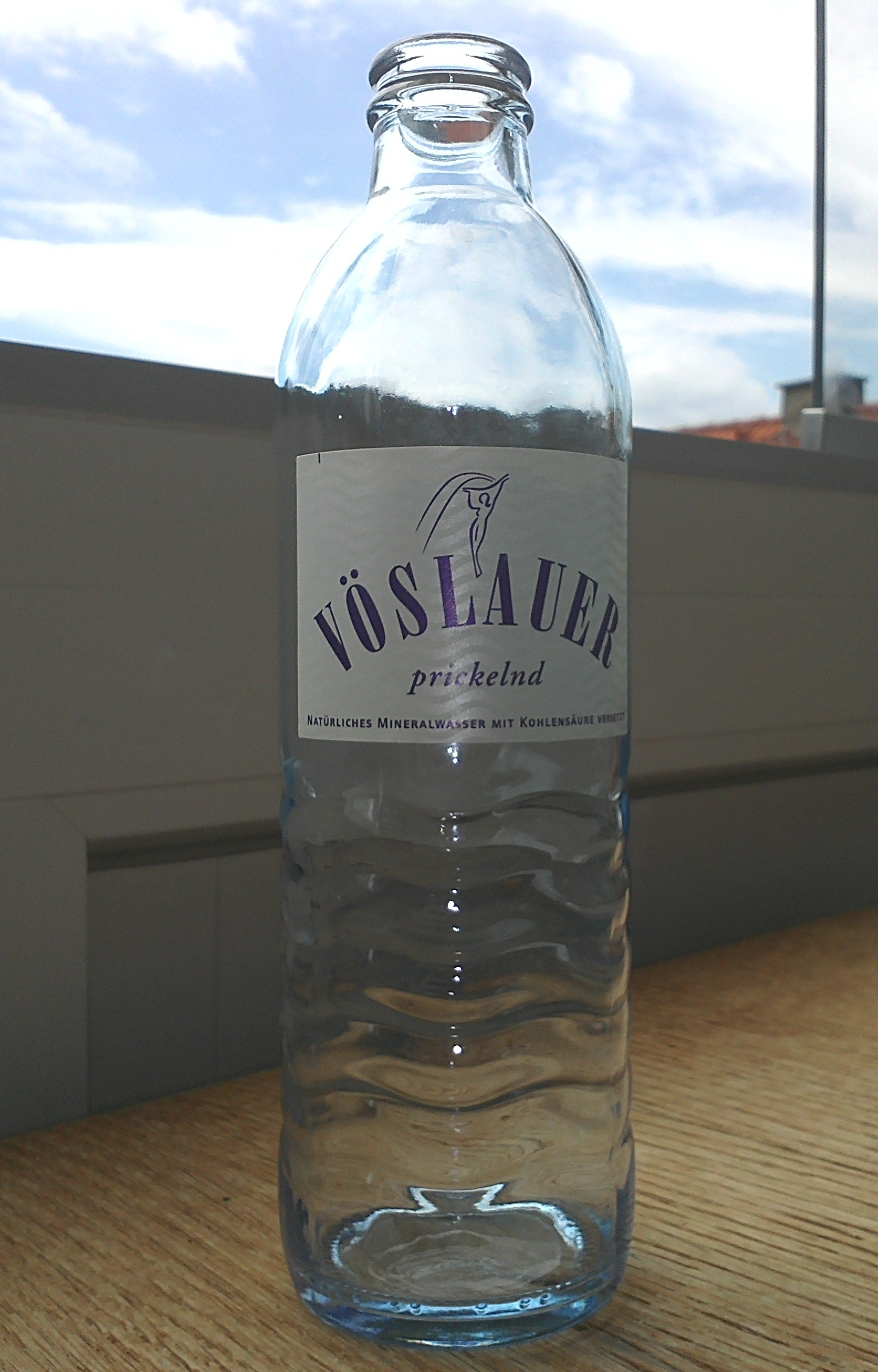
Vöslauer-Pfandflasche

Die Vöslauer Mineralwasser GmbH (Betonung bei Vösláuer auf der zweiten Silbe) ist ein österreichischer Mineralwasserabfüller mit Sitz im niederösterreichischen Bad Vöslau und gehört zum Getränkekonzern Ottakringer Brauerei GmbH. 
Zum Umsatz von Vöslauer trägt auch die Abfüllung von Almdudler bei. Bis Ende 2021 war Vöslauer auch für die Abfüllung & Vermarktung der Lizenzmarken Pepsi und 7 Up zuständig.

## Geschichte
Die Vöslauer Quelle war bereits bei den Römern bekannt und wurde nachweislich im Jahr 50 n. Chr. als Heilquelle verwendet. Im Mittelalter wurde sie in Dokumenten von 1136 als Feselover Quelle erwähnt. Die Heilkraft wurde allerdings erst 1775 durch Analysen bestätigt; 1825 wurde die Quelle erstmals gefasst. Diese sogenannte Ursprungsquelle entspringt im heutigen Thermalbad Bad Vöslau, das Wasser für das Bad kommt aus der gleichen Quelle.
Bereits 1852 wurde das Vöslauer Mineralwasser von der k.k. Gesellschaft der Ärzte für Trinkkuren empfohlen. 1909 wurde es (in Eigenregie der Gemeinde) erstmals in Flaschen abgefüllt und – mit Kohlensäure versetzt – als „Vöslauer Thermal-Tafelwasser“ auf den Markt gebracht. Im ersten Jahr konnten bereits 35.000 Flaschen versendet werden. Das Absatzgebiet war zunächst noch recht regional, es reichte aber schon bald bis nach Wien und darüber hinaus.
Das heutige Unternehmen wurde 1936 von der Zentralsparkasse als Vöslauer Heilquellenverwertungsgesellschaft gegründet. Die Abfüllung befand sich ursprünglich in einem Gebäude direkt neben dem Thermalbad im sogenannten Maital. 1993 wurde eine neue große Zentrale mit moderner Abfüllanlage am Ortsrand von Bad Vöslau in Betrieb genommen. Ab 1996 wurde die PET-Flasche eingeführt, 1998 kam das Mineralwasser erstmals ohne Kohlensäure auf den Markt. Seit April 2003 füllt Vöslauer keine Mineralwasserflaschen mehr auf, stattdessen brachte die Firma eine Kunststoff-Pfandflasche auf den Markt, die jedoch nicht wiederbefüllt, sondern recycelt wird.
Für das Recycling sorgt u. a. die im burgenländischen Müllendorf ansässige PET to PET Recycling Österreich GmbH.
Im Jahr 2018 konnte das Unternehmen einen Umsatz von 102,96 Mio. Euro erzielen. Bei gleichbleibender Exportquote von 18 % stieg der Umsatz 2019 auf 106 Mio. Euro.
Zum 1. Jänner 2010 wurde die Vöslauer Mineralwasser GmbH in die Holding der Ottakringer Brauerei integriert.
Im Dezember 2011 hat Vöslauer für das Produkt „Vöslauer Mineralwasser ohne“ in der 0,5-Liter-PET-Flasche von der Lebensmittel-Prämierung der DLG (Deutsche Landwirtschafts-Gesellschaft) mit der maximal erreichbaren Punkteanzahl die goldene – und somit höchste – Qualitätsauszeichnung erhalten.
Im selben Jahr testete die Stiftung Warentest das Produkt „Vöslauer prickelnd“ aus der Ursprungsquelle VII in der 1,0-Liter-Einwegflasche mit der Note „mangelhaft“ aufgrund des fehlerhaften Geschmacks und den erhöhten Anteil von 12,6 µg/l an Acetaldehyd.
Im Oktober 2014 brachte Vöslauer eine Ein-Liter-Mehrweg-Glasflasche auf den Markt, damit verbunden auch eine eigens dafür entwickelte „8×1 Liter Splitkiste“.
Am 2. April 2015 gibt die Bundeswettbewerbsbehörde (BWB) eine Entscheidung des Kartellgerichts vom 3. März 2015 (25 Kt 76/14) gegen die Vöslauer Mineralwasser GmbH bekannt. Wegen vertikalen Preisabstimmungen der Endverkaufspreise mit dem Lebensmitteleinzelhandel im Zeitraum Jänner 2007 bis Dezember 2012 wurde eine Geldbuße von 653.775 Euro verhängt.
Seit Anfang 2020 werden alle PET-Flaschen zu 100 % aus recycelten Flaschen produziert. 2019 wurde eine Rekordmenge von rund 1,1 Mrd. PET-Flaschen wiederverwertet.
Mit April 2022 hat Vöslauer wieder eine neue Pfandflasche als 1-l-PET-Mehrwegflasche auf den Markt gebracht. Dem Unternehmen nach werden pro Getränk rund 80 Prozent an Verpackungsmaterial eingespart. Die bis dahin bepfandete 1-l-PET-Zweiwegflasche wird komplett durch das neue Angebot ersetzt.

## Produkte
Neben dem herkömmlichen stillen und kohlesäurehältigen Mineralwasser bot Vöslauer (laut eigener Aussage) als Weltneuheit ab dem Jahr 2000 Mineralwasser mit Geschmack (sogenannte „Near-Water“-Produkte) unter dem Namen „Vöslauer Balance“ in verschiedenen Geschmacksrichtungen an.
Seit 2007 wird zudem eine Limonade unter dem Namen „Vöslauer Bio“ in diversen Geschmacksrichtungen angeboten.
Die Balance Linie wurden 2013 um Vöslauer Balance Juicy erweitert.
2015 brachte Vöslauer neben den Mineralwassersorten still, mild und prickelnd auch superprickelnd heraus.
Seit 2016 ist Vöslauer Mineralwasser zusätzlich in unterschiedlichen Geschmacksrichtungen und ohne physiologischen Brennwert erhältlich.
Vöslauer Tee wurde 2017 ins Angebot mit aufgenommen. Erhältlich war er bisher in den beiden Sorten Weißer Tee und Grüner Tee Melisse. Vor einigen Jahren wurde die Produktion des Tees allerdings wegen sinkender Verkaufszahlen eingestellt.
Weiters vertreibt Vöslauer stilles Mineralwasser auch in der Baby, Junior und Sport Edition.
Seit 2021 wird die gesamte Bandbreite der Near-Water-Produkte unter Balance Juicy und Balance Juicy Plus geführt.
Die Flaschen bestehen entweder aus PET oder Glas und sind seit 2020 zu 100 % recycelbar.

## Wasserquelle
| Vöslauer             | Vöslauer             |
| Inhaltsstoff         | Milligramm pro Liter |
| Kationen             | Kationen             |
| -------------------- | -------------------- |
| Kalzium              | 114,40               |
| Kalium               | 1,80                 |
| Magnesium            | 40,90                |
| Natrium              | 14,00                |
| Anionen              |                      |
| Chlorid              | 19,60                |
| Sulfat               | 223,00               |
| Hydrogencarbonat     | 249,00               |
| Nichtelektrolyte     |                      |
| m-Kieselsäure        | 14,00                |
| gelöste feste Stoffe | 678,40               |

Die 660 Meter tief liegende Quelle dieses Mineralwassers befindet sich auf dem Gelände des Thermalbades Bad Vöslau und ist artesisch.